# Chiesa di Sant'Antonino Martire (Bedonia)
La chiesa di Sant'Antonino Martire, nota anche come pieve di Bedonia, è un luogo di culto cattolico dalle forme barocche e neoclassiche situato in piazza Plebiscito 10 a Bedonia, in provincia di Parma e diocesi di Piacenza-Bobbio; è sede di una parrocchia compresa nel vicariato della Val Taro e Val Ceno.

## Storia
Il luogo di culto originario fu edificato probabilmente tra la fine del IV e l'inizio del V secolo, entro un secolo dalla morte di sant'Antonino martire; risale infatti a quell'epoca l'evangelizzazione da parte del vescovo di Piacenza Savino del municipio di Velleia, da cui dipendeva la località di Saltus Bituniae, menzionata per la prima volta nel IX secolo.
La chiesa, dipendente fin dai primi anni dalla diocesi di Piacenza, divenne successivamente plebana. Nel XIII secolo divenne la pieve più importante dell'alta Val Taro e della Val Ceno, come dimostrato anche dal cospicuo numero di cappelle poste alle sue dipendenze: Casaleto, Chiesiola, Illica, Nociveglia, Masanti, Spora, Tasola, Alpe, Carniglia, Caneso, Momarola, Strepeto, Montarsiccio, Caboara, Strela, Tarsogno, Tornolo e Lancedo.
Tra il 1628 e il 1630, per volere dell'arciprete Sante Serpagli, il luogo di culto fu completamente ricostruito in stile barocco, ribaltando l'orientamento originario; il nuovo tempio fu solennemente consacrato il 29 settembre del 1638 dal vescovo di Piacenza Alessandro Scappi.
Negli anni seguenti la chiesa fu ampliata con la costruzione di quattro nuove cappelle laterali, che si aggiunsero alle quattro già esistenti; fu inoltre ricostruito anche il campanile.
Nel 1725 il presbiterio fu decorato con stucchi e nel 1787 arricchito del nuovo altare maggiore. Nel frattempo, intorno alla metà del secolo fu sopraelevata la torre campanaria, dotata di nuove campane.
Nei primi anni del XX secolo fu ampliato e ornato con un'ampia cornice il portale al centro della facciata intonacata, che tra il 1963 e il 1964 fu interamente rivestita in lastre di travertino.
Nel 1974 furono restaurate le pareti laterali intonacate, l'abside, la torre campanaria e le coperture.
Tra il 2003 e il 2006 furono effettuati nuovi lavori di restauro alla chiesa, al campanile e, nel 2005, alla canonica.

## Descrizione

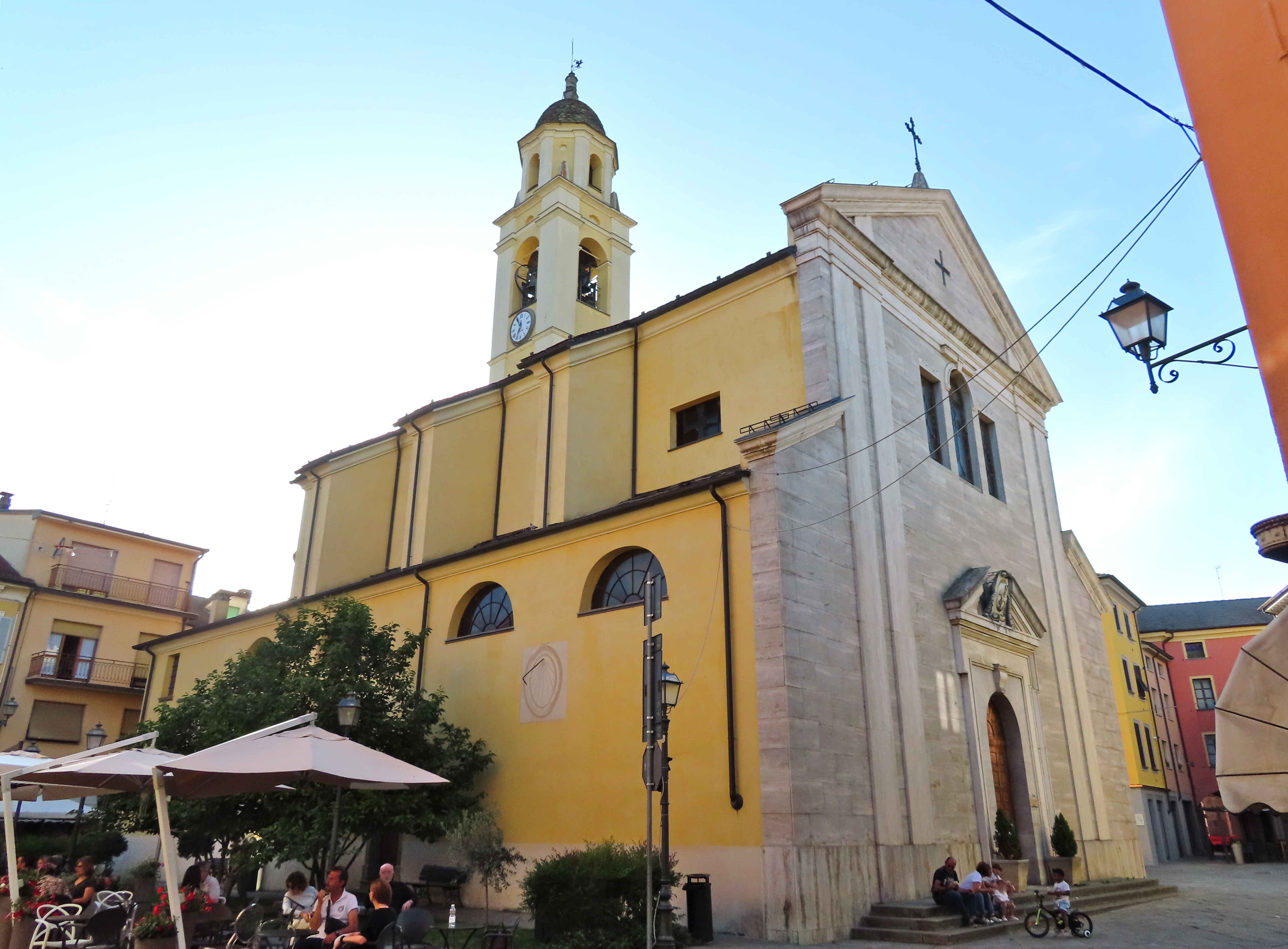
Facciata e lato sud

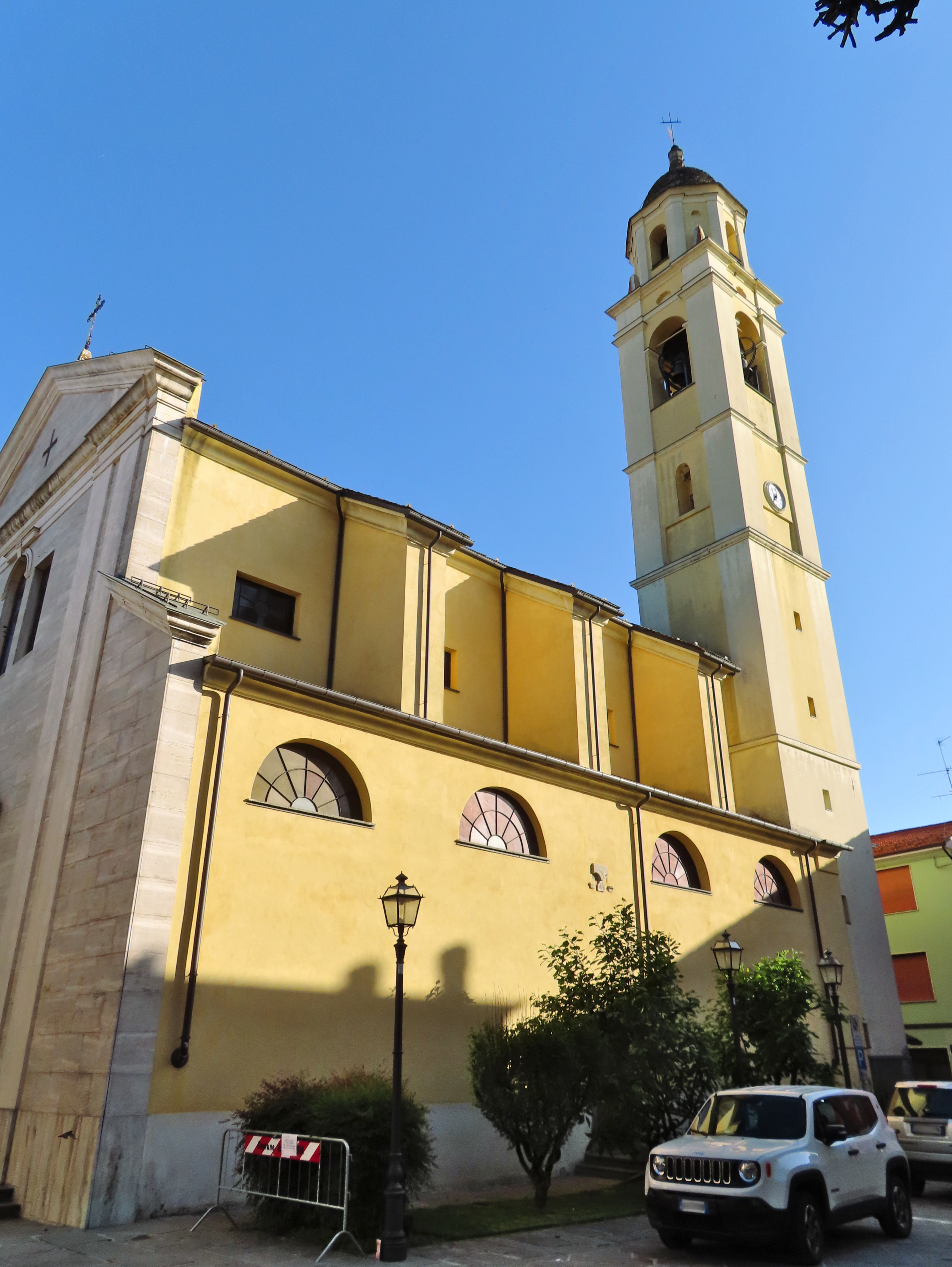
Lato sud

La chiesa si sviluppa su un impianto a navata unica affiancata da quattro cappelle su ogni lato, con ingresso a est e presbiterio absidato a ovest.
La simmetrica facciata a salienti, interamente rivestita in lastre di travertino, è tripartita da due alte lesene binate; nel mezzo è collocato l'ampio portale d'ingresso principale ad arco a tutto sesto, delimitato da una grande cornice modanata e dal frontone triangolare spezzato di coronamento, al cui centro si staglia uno stemma raffigurante Sant'Antonino a cavallo; più in alto si trovano tre finestre, di cui la centrale ad arco a tutto sesto; in sommità si eleva il frontone triangolare di coronamento, contenente nel mezzo un'apertura a forma di croce greca.
I fianchi intonacati sono scanditi superiormente, in corrispondenza della navata, da massicce paraste, che delimitano le finestre rettangolari; inferiormente le cappelle sono illuminate da aperture a lunetta; al centro di ogni lato è posto un portale d'ingresso secondario.
Al termine del prospetto destro si eleva su quattro ordini l'alto campanile intonacato del 1775, decorato con lesene sugli spigoli; la cella campanaria si affaccia sulle quattro fronti attraverso monofore ad arco a tutto sesto; in sommità, oltre il cornicione perimetrale in aggetto, si eleva la lanterna a base ottagonale, illuminata da monofore ad arco a tutto sesto, scandite da lesene sugli spigoli; a coronamento si staglia la copertura a cupola in manto di rame.

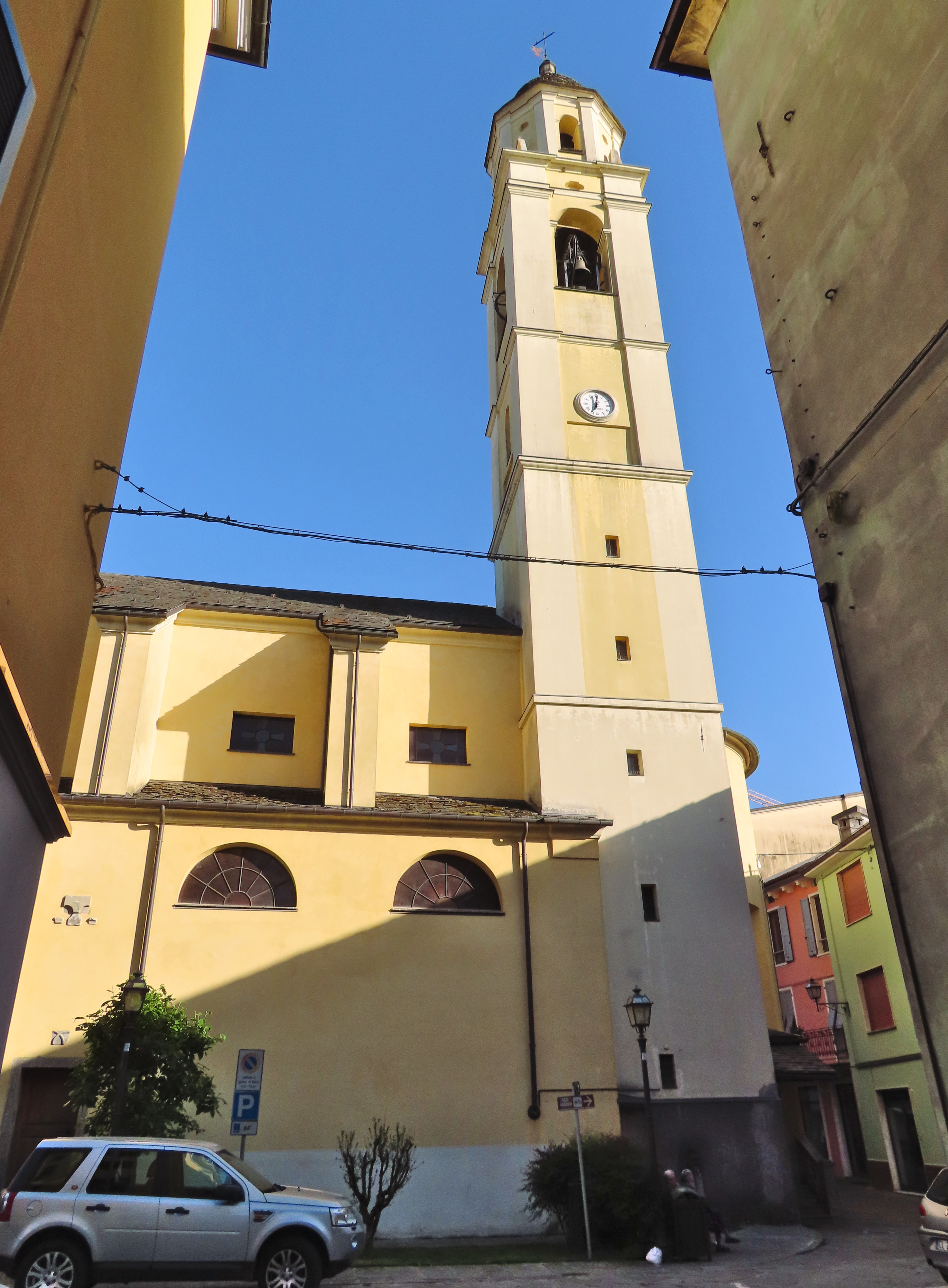
Campanile

Sul retro si allunga l'abside intonacata, illuminata da due finestroni rettangolari.
All'interno la navata è coperta da una volta a botte lunettata, interamente decorata con affreschi risalenti alla seconda metà del XIX secolo, raffiguranti nel mezzo i Quattro evangelisti e ai lati i Dodici apostoli, la Fede e la Speranza; ai fianchi una serie di paraste, coronate da capitelli compositi a sostegno del cornicione perimetrale spezzato, scandisce le ampie arcate a tutto sesto delle cappelle, chiuse superiormente da volte a botte dipinte.
Accanto all'ingresso è collocata un'acquasantiera marmorea risalente alla prima metà del XVII secolo; alla controfacciata è addossato inoltre l'organo, ricostruito nel 1892 da Giuseppe Cavalli con pezzi di un organo precedente del 1759. Alle pareti della navata sono collocate, all'interno di cornici barocche in legno dorato, le 14 stazioni dipinte della Via Crucis, inaugurate il 1º aprile 1771.
Il presbiterio, lievemente sopraelevato, è preceduto dall'ampio arco trionfale a tutto sesto, retto da pilastri, ai cui lati si aprono due nicchie anch'esse ad arco a tutto sesto contenenti ognuna una statua di un santo; l'ambiente, coperto da una volta a botte dipinta, è ornato con stucchi settecenteschi e affiancato da due lesene e da due grandi tele, raffiguranti la Resurrezione e la Pentecoste; sul fondo l'abside è chiusa superiormente dal catino, decorato con un affresco rappresentante l'Ascensione, realizzato nel XX secolo dall'artista Romeo Musa.
Al centro si innalza l'altare maggiore barocco in marmo di Carrara, riccamente intarsiato e ornato nel mezzo con la raffigurazione di Sant'Antonino; di pregio risulta anche il tabernacolo in rame sbalzato; sul retro, sopra al coro ligneo del 1669, si staglia all'interno di un'ancona barocca la pala del 1559 raffigurante la Vergine col Bambino e i santi Antonino e Pietro. In occasione delle festività viene inoltre appeso sopra l'altare un lampadario in argento cesellato, risalente al 1675.
La cappelle laterali, decorate con dipinti e stucchi, ospitano varie opere d'arte, altari, candelieri settecenteschi e ottocenteschi; sulle arcate, in chiave di volta, sono infine presenti gli stemmi gentilizi delle famiglie che le fecero erigere nel XVII secolo. Nella prima cappella a sinistra, dedicata alla santa Croce, è collocato all'interno di un altare ligneo del 1933 il Cristo Morto, una statua lignea in stile romanico-gotico, secondo la storica Augusta Ghidiglia Quintavalle realizzata nel XIV secolo, ma più probabilmente risalente alla fine del XVI secolo o agli inizi di quello successivo.